# Primera División de Antigua y Barbuda 2016-17
La Primera División de Antigua y Barbuda 2016-17 fue la edición número 46 de la Primera División de Antigua y Barbuda.

## Formato
En el torneo participarán diez equipos que jugarán dos veces entre sí mediante el sistema todos contra todos, totalizando dieciocho partidos cada uno. Al término de las dieciocho jornadas el club con el mayor puntaje se proclamará campeón y junto al subcampeón, de cumplir con los requisitos establecidos, podrá participar en el Campeonato de Clubes de la CFU 2017. Por otra parte, los dos últimos clasificados descenderán a la Primera Liga de Antigua y Barbuda, mientras que el octavo clasificado jugará el play-off de relegación.

## Ascensos y descensos
| Pos. | Ascendidos de Primera Liga 2015-16 |
| ---- | ---------------------------------- |
|      | Tryum                              |
|      | Liberta                            |
|      | Glanvilles FC                      |

| Pos. | Descendidos de Primera División 2016-17 |
| ---- | --------------------------------------- |
| 8    | Ottos Rangers                           |
| 9    | Fort Road FC                            |
| 10   | Five Islands FC                         |

## Tabla de posiciones
Actualizado el 7 de diciembre de 2016.
| Pos. | Equipo      | PJ | PG | PE | PP | GF | GC | DG  | Pts. | Clasificado a                                 |
| ---- | ----------- | -- | -- | -- | -- | -- | -- | --- | ---- | --------------------------------------------- |
| 1    | Parham FC   | 18 | 14 | 2  | 2  | 45 | 15 | +30 | 44   | Campeón y Campeonato de Clubes de la CFU 2018 |
| 2    | Hoppers FC  | 18 | 11 | 4  | 3  | 41 | 16 | +25 | 37   | Campeonato de Clubes de la CFU 2018           |
| 3    | Grenades FC | 18 | 10 | 6  | 2  | 33 | 19 | +14 | 36   |                                               |
| 4    | Old Road    | 18 | 9  | 5  | 4  | 40 | 27 | +13 | 32   |                                               |
| 5    | Empire      | 18 | 6  | 5  | 7  | 31 | 29 | +2  | 23   |                                               |
| 6    | Bullets FC  | 18 | 7  | 2  | 9  | 22 | 27 | −5  | 23   |                                               |
| 7    | Tryum       | 18 | 5  | 4  | 9  | 23 | 35 | −12 | 19   |                                               |
| 8    | SAP FC      | 18 | 5  | 3  | 10 | 24 | 33 | −9  | 18   | Play-off de relegación                        |
| 9    | Liberta FC  | 18 | 4  | 0  | 14 | 15 | 46 | −31 | 12   | Primera Liga de Antigua y Barbuda 2017-18     |
| 10   | Glanvilles  | 18 | 2  | 3  | 13 | 18 | 45 | −27 | 9    | Primera Liga de Antigua y Barbuda 2017-18     |

## Play-off de relegación
fue jugado por el octavo de la primera división y el tercer y cuarto clasificado de la Primera liga, el ganador jugará en primera división la próxima temporada.
 Actualizado el 26 de noviembre de 2016.
| Pos. | Equipo      | PJ | PG | PE | PP | GF | GC | DG | Pts. | Clasificado a                             |
| ---- | ----------- | -- | -- | -- | -- | -- | -- | -- | ---- | ----------------------------------------- |
| 1    | POR DEFINIR | 0  | 0  | 0  | 0  | 0  | 0  | 0  | 0    | Primera División 2016-17                  |
| 2    | POR DEFINIR | 0  | 0  | 0  | 0  | 0  | 0  | 0  | 0    | Primera Liga de Antigua y Barbuda 2016-17 |
| 3    | POR DEFINIR | 0  | 0  | 0  | 0  | 0  | 0  | 0  | 0    | Primera Liga de Antigua y Barbuda 2016-17 |